# Jūra
Jūra er en biflod til Nemunas i det vestlige Litauen. Jūra har et bugtende og naturligt forløb, selvom to vandkraftværkers dæmninger, ligesom tæt vegetation og store sten i øverste løb forhindrer sejlads.
Flodens navn stammer fra det litauiske ord Jura, der betyder "hav". Ved Jura ligger blandt andet byerne Tauragė, Rietavas, Kvėdarna og Pajuris.

## Bifloder
Jūra har 44 bifloder blandt andre: Aitra, Lokysta, Akmena, Šunija, Šešuvis, Letausas og Šlaunis.

## Dæmninger
- Dæmningen ved Balskai er 15 m høj og søens areal er på 300 ha. Dæmningen er anlagt i nærheden af Visbarų fiskedamme. Det opdæmmede søområde indgår i Visbarų biosfære område, hvor der blandt andet opdrættes karper og gedder og er etableret kunstige øer til terner og redder til sangsvaner.
- Dæmningen ved Taurage er 3 m høj og søens areal er på 24,4 ha.